# Сиуакоатль
Сиуакоатль, Сиукоатль (исп. Cihuacoatl) — «Женщина-змея», в мифологии ацтеков и других индейцев Центральной Америки богиня земли и деторождения, а также войны.

## Описание
Сиуакоатль — одно из древнейших мезоамериканских божеств и одно из основных божеств ацтекского пантеона. Почиталась также под именами Тонацин или Тонанцин («наша мать»), Киластли («орлица») и Иламатекутли; имя богини Коатликуэ считается одним из вариантов имени Сиуакоатль. Мать бога Мишкоатля, она по одной легенде оставила его на перекрёстке дорог. Вернувшись туда позднее, Сиуакоатль нашла вместо сына жертвенный нож и с тех пор бродит по ночам у перекрёстков, оплакивая сына, вместо которого носит на спине спелёнутый нож. Считалось также, что она мать Уицилопочтли, либо его супруга.
Изначально Сиуакоатль была богиней племени шочимилько и после их поражения «перекочевала» к ацтекам. Она являлась покровительницей родов и женщин, умерших во время родов (ацтеки приравнивали их к воинам, павшим в битвах), а также повивальных бабок и паровых бань, где те обычно практиковали. Она повелевала сиуатетео — духами, в которых, согласно мифологии ацтеков, превращались женщины, умершие при родах. Сиуакоатль в образе Киластли помогла Кецалькоатлю при сотворении первых людей Пятой эпохи, смолов кости покойников, принесённые Кецалькоатлем из Миктлана, и смешав костяную муку с жертвенной кровью богов. Однако ацтеки почти забыли о её первоначальной функции покровительницы плодородия; у них Сиуакоатль воплощала собой голод богов, жаждущих жертв и тем самым поощряющих людей вести войны. В символическом смысле она, как богиня плодородия, должна была питаться мёртвыми, чтобы дать пропитание живым. Ей было посвящено больше всего праздников в ритуальном году; в Теночтитлане ей каждый день приносили человеческие жертвы. Каменный идол Сиуакоатль стоял в «чёрном доме», небольшом святилище неподалёку от главной площади, где располагались пирамиды Тлалока, Уицилопочтли и Тескатлипоки. В отличие от статуй других богов, её идол нельзя было передвигать, и дотрагиваться до него не дозволялось даже жрецам.
Подобно Шочикецаль, Сиуакоатль изображалась в виде молодой женщины с длинными волнистыми волосами и в белой одежде, иногда с ребёнком на руках; либо с черепом вместо головы, вооружённой копьём и щитом. Рот её был открыт в ожидании жертв. Иногда в руке она держала змею (символ плодородия), либо метлу. Сиуакоатль была особенно популярна в ипостаси Тонацин; центр её культа находился в городе Кулуакан.
Имя Сиуакоатль ацтеки использовали в государственном управлении — этот титул носил второй правитель (или «вице-король») Теночтитлана. Его учреждение было связано с борьбой за власть во времена тлатоани Ицкоатля; Тлакаелель, первым занимавший этот пост, являлся жрецом Сиуакоатль. В дальнейшем эта должность вместе с титулом передавалась по прямой линии и её занимали потомки Тлакаелеля: Тлилпотонки, Тлакаелель II и Тлакотцин.
Образ Сиуакоатль сейчас связан с двумя фигурами: Ла Ллороной и Санта Марией де Гваделупа. Согласно преданию, святая покровительница Мексики, Пресвятая Дева Гваделупская, в 1531 году явилась простому индейцу по имени Хуан Диего на холме Тепиак, посвящённом богине Тонанцин, одной из ипостасей Сиуакоатль. Образ Сиуакоатль также смешался с образом мексиканской «водяной ведьмы» Ла Ллороны (или Ла Льороны), которая бродит по ночам, оплакивая своих мёртвых детей.